# Roddy Doyle
Roddy Doyle (irlandeză:Ruaidhrí Ó Dúill, n. 8 mai 1958, Baile Átha Cliath, Irlanda) este un romancier, dramaturg și scenarist irlandez. În 1993 a câștigat Premiul Booker.